# Roller aux Jeux mondiaux de 2025
Navigation
Birmingham 2022 Karlsruhe 2029
Les épreuves de roller des Jeux mondiaux de 2025 ont lieu du 7 au 17 août 2025 au centre de roller de Chengdu en Chine, situé dans le district de Xindu.
Par rapport aux jeux précédents, on retrouve le tournoi masculin de roller hockey ainsi que les épreuves de roller de vitesse, sur piste et sur route.
Les épreuve de patinage artistique en roller sont supprimés ; le roller freestyle intègre les jeux avec deux épreuves de slalom classique et de speed slalom.

## Roller freestyle

### Organisation
Trente-six athlètes sont sélectionnés avec trois façon de décrocher un quota :
- Les World Skate Games - Italie 2024 attribueront 24 quotas : les six meilleurs athlètes en speed slalom et classic slalom
- Le pays hôte dispose de huit quotas pré-attribués, c'est à dire deux pour chaque épreuves
- Les World Games Series de Hong Kong attribueront quatre quotas en octobre 2024, les meilleurs de chaque épreuve

Un pays ne peut aligner plus de deux concurrents par épreuve.
| Épreuve                | Quota | Hommes                                                                                        | Hommes                                                                                                 | Femmes                                                                                      | Femmes                                                                                          |
| Épreuve                | Quota | Classique                                                                                     | Vitesse                                                                                                | Classique                                                                                   | Vitesse                                                                                         |
| ---------------------- | ----- | --------------------------------------------------------------------------------------------- | --- | ------------------------------------------------------------------------------------------- | ----------------------------------------------------------------------------------------------- |
| World Skate Games 2024 | 6     | Valerio Degli Agostini Lorenzo Guslandi Chou Po-Wei Pau Bosch Chen Chien-Ting Taiki Shibagaki | Amirmohammad Savari Jamaloui Reza Lesani Wu Su-Yu-En Yang Kai-Wei Parnthep Rujirek Jinesh Satyan Nanal | Victoria Andres Chiu Yin-Hsuan Mika Moritoki Laura Oria Albelda Joshi Shreyasi Alice Tomati | Taraneh Ahlmadi Liu Chia-Hsi Romina Salek Esfahani Chen Pei-Yi Matilde Arosio Nichakan Chinupun |
| Pays hôte              | 2     | Zhang Hao Wang Yuxan                                                                          | Fu Yu Zhang Hao                                                                                        | Zhu Siyi Jiaxin Liu                                                                         | Zhu Siyi Wen Jingjing                                                                           |
| World Games Series     | 1     | Masayoshi Hibagaki                                                                            | Alvaro Ieto Merino                                                                                     | Ilaria Guslandi                                                                             | Sasikan Kongpan                                                                                 |

## Roller hockey

### Organisation
La compétition masculine a lieu du 7 au 11 août et oppose huit équipes nationales, chacune composée de 14 joueurs et d'un entraineur

### Tour préliminaire
- En gras, qualifié pour les demi-finales

|   | Équipe         | Points | J | V | VP | DP | D | BP | BC | +/- |
| - | -------------- | ------ | - | - | -- | -- | - | -- | -- | --- |
| 1 | États-Unis     | 9      | 3 | 3 | 0  | 0  | 0 | 31 | 2  | +29 |
| 2 | Namibie        | 6      | 3 | 2 | 0  | 0  | 1 | 9  | 13 | −4  |
| 3 | Taipei chinois | 3      | 3 | 1 | 0  | 0  | 2 | 8  | 9  | −1  |
| 4 | Chine          | 0      | 3 | 0 | 0  | 0  | 3 | 5  | 29 | −24 |

| 7 août 10:30 | Namibie        | 4  | 3 | Taipei chinois |
| 7 août 12:00 | États-Unis     | 20 | 1 | Chine          |
| 8 août 12:00 | Namibie        | 3  | 5 | Chine          |
| 8 août 19:00 | Taipei chinois | 1  | 4 | États-Unis     |
| 9 août 17:00 | États-Unis     | 7  | 0 | Namibie        |
| 9 août 19:00 | Taipei chinois | 4  | 1 | Chine          |

|   | Équipe    | Points | J | V | VP | DP | BP | BC | +/- |     |
| - | --------- | ------ | - | - | -- | -- | -- | -- | --- | --- |
| 1 | Tchéquie  | 9      | 3 | 3 | 0  | 0  | 0  | 12 | 3   | +9  |
| 2 | France    | 5      | 3 | 1 | 1  | 0  | 1  | 7  | 6   | +1  |
| 3 | Italie    | 3      | 3 | 1 | 0  | 0  | 2  | 14 | 7   | +7  |
| 4 | Argentine | 1      | 3 | 0 | 0  | 1  | 2  | 1  | 18  | −17 |

| 7 août 9:00  | Tchéquie  | 2     | 1     | France    |
| 7 août 13:30 | Italie    | 9     | 0     | Argentine |
| 8 août 14:00 | France    | 4     | 3     | Italie    |
| 8 août 17:00 | Argentine | 0     | 7     | Tchéquie  |
| 9 août 12:00 | Tchéquie  | 3     | 2     | Italie    |
| 9 août 14:00 | Argentine | 1 (0) | 1 (1) | France    |

### Phase finale
|  | Demi-finales   | Demi-finales   |            |   | Finale         | Finale         |
|  | Demi-finales   | Demi-finales   |            |   | Finale         | Finale         |
|  |                |                |            |   |                |                |
|  | 10 août, 12h00 | 10 août, 12h00 |            |   | 11 août, 19h00 | 11 août, 19h00 |
|  | 10 août, 12h00 | 10 août, 12h00 |            |   | 11 août, 19h00 | 11 août, 19h00 |
|  | États-Unis     | 2              |            |   | 11 août, 19h00 | 11 août, 19h00 |
|  | États-Unis     | 2              |            |   | 11 août, 19h00 | 11 août, 19h00 |
|  | France         | 1              |            |   | 11 août, 19h00 | 11 août, 19h00 |
|  | France         | 1              | États-Unis | 4 |                |                |
|  | 10 août, 19h00 |                | États-Unis | 4 |                |                |
|  |                | Tchéquie       | 3          |   |                |                |
|  | Tchéquie       | Tchéquie       | 3          | 3 |                |                |
|  | Tchéquie       |                |            | 3 |                |                |
|  | Namibie        | 1              |            |   |                |                |
|  | Namibie        | 1              | 3e place   |   |                |                |
|  |                |                |            |   |                |                |
|  | 11 août, 17h00 |                |            |   |                |                |
|  |                |                |            |   |                |                |
|  | France         | 2              |            |   |                |                |
|  | France         | 2              |            |   |                |                |
|  | Namibie        | 3              |            |   |                |                |
|  | Namibie        | 3              |            |   |                |                |

|  | Matches de classement | Matches de classement |          |   | 5e place       | 5e place       |
|  | Matches de classement | Matches de classement |          |   | 5e place       | 5e place       |
|  |                       |                       |          |   |                |                |
|  | 10 août, 12h00        | 10 août, 12h00        |          |   | 11 août, 14h00 | 11 août, 14h00 |
|  | 10 août, 12h00        | 10 août, 12h00        |          |   | 11 août, 14h00 | 11 août, 14h00 |
|  | Italie                | 7                     |          |   | 11 août, 14h00 | 11 août, 14h00 |
|  | Italie                | 7                     |          |   | 11 août, 14h00 | 11 août, 14h00 |
|  | Chine                 | 1                     |          |   | 11 août, 14h00 | 11 août, 14h00 |
|  | Chine                 | 1                     | Italie   | 2 |                |                |
|  | 10 août, 14h00        |                       | Italie   | 2 |                |                |
|  |                       | Taipei chinois        | 1        |   |                |                |
|  | Taipei chinois        | Taipei chinois        | 1        | 4 |                |                |
|  | Taipei chinois        |                       |          | 4 |                |                |
|  | Argentine             | 1                     |          |   |                |                |
|  | Argentine             | 1                     | 7e place |   |                |                |
|  |                       |                       |          |   |                |                |
|  | 11 août, 12h00        |                       |          |   |                |                |
|  |                       |                       |          |   |                |                |
|  | Chine                 | 4                     |          |   |                |                |
|  | Chine                 | 4                     |          |   |                |                |
|  | Argentine             | 5                     |          |   |                |                |
|  | Argentine             | 5                     |          |   |                |                |

## Vitesse

### Vitesse sur route
Légende
- Q : Qualifié pour le tour suivant

### Vitesse sur piste
Légende
- Q : Qualifié pour le tour suivant

## Médaillés
Roller freestyle
| Épreuves         | Or            | Argent                 | Bronze       |
| ---------------- | ------------- | ---------------------- | ------------ |
| Hommes           |               |                        |              |
| Slalom classique | Zhang Hao     | Valerio Degli Agostini | Wang Yuxuan  |
| Slalom vitesse   | Zhang Hao     | Fu Yu                  | Reza Lesani  |
| Femmes           |               |                        |              |
| Slalom classique | Zhu Siyi      | Liu Jaxin              | Laura Oria   |
| Slalom vitesse   | Liu Chiao-hsi | Zhu Siyi               | Wen Jingjing |

Roller hockey
| Épreuves         | Or | Argent | Bronze |
| ---------------- | --- | --- | --- |
| Tournoi masculin | États-Unis- Patrick Pugliese - Nicholas Dellamorte - Scott Savage (C) - Corey Hodge - Ryan Marker - Joseph Dimartino - Charles Roman Vaughan III - Kyle Mooney - Keith Johnson - Maxwell Halvorsen - Jose Anthony Cadiz Jr. - William Pascalli - Kevin Mooney | Tchéquie- Jakub Cik - Mikulas Zboril - Pavel Strycek (C) - Jakub Bernad - Petr Skoloud - Jan Andrysek - Jiri Matousek - Daniel Brabec - Patrik Sebek - Jan Vyoral - Mikulas Skoupy - Marek Loskot - Jakub Novak - Lukas Novak | Namibie- Arian Van Der Plas - Theodor Borstlap - Christiaan Coetzee (C) - Anko Lucks - Abe Van Der Merwe - Alex Wirtz - Keanan Simpson - Williem Coetzee - Valerik Hilbert - Josua Shatipamba Zeferinu - Josef Zeferinu - Wim Van Der Plas - Sean Liechti - Amandus Mathias Rottcher |

Roller de vitesse
| Épreuves               | Or                             | Argent                 | Bronze                 |
| ---------------------- | ------------------------------ | ---------------------- | ---------------------- |
| Hommes                 |                                |                        |                        |
| Sur piste              |                                |                        |                        |
| 200 m contre-la-montre | Jhoan Guzmán                   | Kuo Li-yang            | Jhon Tascon            |
| 500 m sprint           | Jhoan Guzmán                   | Jhon Tascon            | Zhang Zhenhai          |
| 1 000 m sprint         | Jhoan Guzmán                   | Jhon Tascon            | Anandkumar Velkumar    |
| 5 000 m élimination    | Julio Mirena                   | Chao Tsu-cheng         | Livio Wenger           |
| 10 000 m à points      | Juan Mantilla                  | Livio Wenger           | Martin Ferrié          |
| Sur route              |                                |                        |                        |
| 100 m sprint           | Jhoan Guzmán                   | Vincenzo Maiorca       | Ron Pucklitzsch        |
| Sprint un tour         | Jhoan Guzmán                   | Jhon Tascon            | Vincenzo Maiorca       |
| 10 000 m à points      | Francisco José Peula           | Julio Mirena           | Martin Ferrié          |
| 15 000 m               | Juan Mantilla                  | Nicolas Garcia Pazmino | Martin Ferrié          |
| Femmes                 |                                |                        |                        |
| Sur piste              |                                |                        |                        |
| 200 m contre-la-montre | Ivonne Nóchez                  | Haila Brunet-Alvarez   | Fran Vanhoutte         |
| 500 m sprint           | Fran Vanhoutte                 | Liu Yi-Hsuan           | Catalina Lorca         |
| 1 000 m sprint         | María Fernanda Timms           | Gabriela Rueda         | Fran Vanhoutte         |
| 5 000 m élimination    | Gabriela Vargas Gabriela Rueda | NC                     | Larissa Gaiser         |
| 10 000 m élimination   | Gabriela Rueda                 | Gabriela Vargas        | Marine Lefeuvre        |
| Sur route              |                                |                        |                        |
| 100 m sprint           | Ivonne Nóchez                  | Haila Brunet           | Dalia Soberanis        |
| Sprint un tour         | María Fernanda Timms           | Fran Vanhoutte         | Anna–Laethisia Schimek |
| 10 000 m à points      | Marine Lefeuvre                | Gabriela Rueda         | Gabriela Vargas        |
| 15 000 m               | Gabriela Rueda                 | Marine Lefeuvre        | Valentina Letelier     |

## Tableau des médailles
| Rang  | Nation | Or | Argent | Bronze | Total |
| ----- | ------ | -- | ------ | ------ | ----- |
| Total | Total  | -  | -      | -      | -     |